# Rupert Anderson
Pour les articles homonymes, voir Anderson.
Rupert Darnley Anderson OBE (né le 29 avril 1859 et mort le 23 décembre 1944) est un footballeur international anglais.